# マイク・マティアビッチ
ミレンコ・マティアヴィッチ（Miljenko Matijevic、1964年11月29日 - ）は、アメリカ合衆国のミュージシャン、シンガーソングライター。旧名マイク・マティアヴィッチ（Mike Matijevic）。
ハードロック・バンド「スティールハート」のリーダー兼ボーカリスト。非常に広い声域と優れた歌唱力を持ち、多くの楽曲を手がけるコンポーサー。

## 概要・略歴
1964年ユーゴスラビア・クロアチアに生まれ、7歳の時に家族と共に米国コネチカット州グリニッジに移住。
9歳の時には地元に聖歌隊に参加する。11歳でレッド・ツェッペリンと出会い、兄と「Teazer」という名のバンドを結成する。このバンドではレッド・ツェッペリン、ブラック・サバスのカヴァーや、オリジナル曲の演奏をしていたという。13歳の時には4ヵ月間ほどヴォーカル・レッスンを受ける。その後「Teazer」は解散となり、15歳の時に「The Mission」に加入。
1981年、ギタリストのクリス・リゾーラを中心に活動していたバンド、「Red Alert」に加入。熱心な活動を続けたのち「MCAレコード」との契約を結ぶことに成功しメジャー契約。同名のバンドが存在したため「Steelheart」と改名した。1990年にセルフタイトルの1stアルバム『Steelheart』でデビューを果たす。同年に初来日。
2ndアルバム『Tangled in Rains』発売後の1992年、コロラド州デンバーでのライブ中にマティアビッチはステージ上の照明器具にパフォーマンスとしてよじ登ろうとしたが、器具は適切な固定が成されておらず、その結果器具はマティアビッチの上に落下し、頭蓋骨、鼻、頬骨、顎、そして背骨を骨折するという大事故となった。また、一時的な記憶喪失にも陥った。九死に一生を得たリハビリの末、1996年の3rdアルバム『Wait』で復帰。ライブツアー終了後、バンドは長期の活動停止期間に入る。
2001年、映画『ロック・スター』用に特別結成されたバンド「Steel Dragon」にボーカリストとして参加。ギターにザック・ワイルドとニック・カトネーゼ、ベースにジェフ・ピルソン、ドラムにジェイソン・ボーナムというスーパーグループであった。
2006年、10年ぶりに「Steelheart」が再始動。バンドのほとんどのビジネスを手がけ、自主レーベル「Steelheart Records」の設立や、Studio、TV、Wearなどを立ち上げる。2008年に12年ぶりの4thアルバム『Good 2B Alive』を発表。以降、精力的なライブ活動を展開している。2017年、「Steelheart」名義で27年ぶりの来日。
現在は、Mike（マイク）から出生名であるMiljenko（ミレンコ）に復名し、「Mili」の愛称で親しまれている。

## ディスコグラフィ
スティールハート名義
オリジナル・アルバム
- STEELHEART （1990年）
- Tangled in REINS （1992年）
- Wait （1996年）
- Good 2B Alive （2008年）
- Through Worlds Of Stardust （2017年）[3]